# Passoni
Passoni is een historisch Italiaans motorfietsmerk
De bedrijfsnaam was Fabbrica Italiana Motocicli Passoni, Milano
Passoni maakte produceerde van 1902 tot 1904 motorfietsen met eigen 2 pk motoren.